# Никола Вукосављевић
Никола Вукосављевић (Београд, 3. фебруар 1946) српски je вајар.

## Биографија
Рођен је 3. фебруара 1946. у Београду. Дипломирао је вајарство на Факултету ликовних уметности Универзитета уметности у Београду, у класи професора Јована Кратохвила 1970. године. Постдипломске студије је завршио код истог професора 1972. Током студија је путовао у Енглеску, Шпанију, Португалију и Пољску.
Члан је Удружења ликовних уметника Србије од 1973. и Ладе од 1978. године. На Факултету ликовних уметности Универзитета уметности у Београду ради од 22. септембра 1977. као асистент, од 23. децембра 1983. као доцент, од 23. децембра 1988. као ванредни, од 29. септембра 1994. као редовни професор за предмет Вајање и од октобра 2004. до јуна 2007. је обављао дужност декана.
До сада је самостално излагао цртеже, аквареле, медаље, рељефе и пуну пластику и имао је више од триста колективних изложби у земљи и иностранству. Самостално је излагао у Београду 1973. и 1974. године. Учествовао је на Трећој изложби југословенског потрета у Тузли, Ужицу, Сарајеву и Београду 1957, групним изложбама „Млади београдски вајари” у Зрењанину 1969. и Београду 1970, Симпозијуму „Мермер и звуци” у Аранђеловцу 1971, студентској изложби „Форма вива” у Љубљани 1972, УЛУС-овој изложби новопримљених чланова 1973, изложбама у Октобарском салону 1973. и 1975, Пролећној изложби УЛУС-а 1974, Међународном симпозијуму „Камен” у Оронску 1974, изложбама УЛУС-а 1975. и 1977, Другом бијеналу ситне пластике у Мурској Соботи 1975, изложби „Група А” у Лесковцу 1976. и изложбама „Цртеж и мала пластика” 1976. и 1977. године. Његова скулптура „Мрав” је изложена у парку Студентског града.